# Танзанийско-эмиратские отношения
Танзанийско-эмиратские отношения — двусторонние дипломатические отношения между Танзанией и Объединёнными Арабскими Эмиратами (ОАЭ). Государства являются членами Всемирной торговой организации и Организации Объединённых Наций. ОАЭ является одним из крупнейших торговых партнёров Танзании и имеют с ними тёплые отношения на протяжении многих лет.

## Торговля
ОАЭ являются третьей страной в мире по импорту в Танзанию и в основном импортируют нефтепродукты. В 2013 году в Танзанию импортировали товары из ОАЭ на сумму 1,14 миллиарда долларов США, из которых 53% составили продукты нефтепереработки. Также в 2013 году в ОАЭ из Танзании импортировали товары на сумму 85 миллионов долларов США, в основном сельскохозяйственной продукции. ОАЭ являются крупнейшим покупателем гвоздики из Танзании.

### Транспортные пути
Различные авиакомпании из Эмиратов выполняют рейсы из ОАЭ в Танзанию. В настоящее время в Танзанию регулярно летают три авиакомпании из ОАЭ: Emirates и Flydubai из Дубая и Etihad Airways из Абу-Даби. Эти пути очень важны для Танзании, поскольку они способствуют развитию бизнеса и туризма. Туризм является крупнейшим источником иностранной валюты в Танзании.

## Дипломатические отношения
Танзания имеет посольство в Абу-Даби и консульство в Дубае.
ОАЭ также имеет посольство в Дар-эс-Саламе.